# Notre-Dame v plamenech
Notre-Dame v plamenech (v originále Notre-Dame brûle) je francouzsko-italský hraný film z roku 2022, který režíroval Jean-Jacques Annaud podle vlastního scénáře. Film se inspiroval požárem pařížské katedrály Notre-Dame v dubnu 2019.

## Děj
Dne 15. dubna 2019 zachvátil pařížskou katedrálu Notre-Dame požár. Členové hasičské brigády a další osoby se snaží zdolat oheň.

## Obsazení
| Samuel Labarthe         | generál Jean-Marie Gontier |
| Jean-Paul Bordes        | generál Gallet             |
| Mikaël Chirinian        | Laurent Prades             |
| Jérémie Laheurte        | zástupce velitele Joël     |
| Maximilien Seweryn      | rotný Reynald              |
| Dimitri Storoge         | kapitán Francis            |
| Chloé Jouannet          | desátnice Marianne         |
| Pierre Lottin           | poručík Alexandre          |
| Jules Sadoughi          | rotný Jordan               |
| Vassili Schneider       | desátník Sandro            |
| Ava Baya                | hasička Marie-Eve          |
| Nathan Gruffy           | hasič Victor               |
| Sébastien Lalanne       | kapitán Marcus             |
| Bernard Gabay           | plukovník Roland           |
| Oumar Diolo             | Moumet                     |
| Antonythasan Jesuthasan | Jonas                      |
| Élodie Navarre          | matka dívky                |
| Chloé Chevallier        | dívka                      |
| Tony Le Bacq            | policista u zátarasu       |
| Miguel Facchiano        | policista                  |
| Maxime Grandemange      | americký turista           |
| Daniel Horn             | skotský průvodce           |
| Pascal Rénéric          | konzervátor Notre Dame     |
| Régis Chaussard         | průvodce                   |

## Produkce
Natáčení začalo v březnu 2021 v Bourges, protože tamní katedrála sv. Štěpána je podobná pařížské Notre-Dame. Některé scény byly natočeny též v katedrále Notre-Dame v Amiens, jejíž některé stavební prvky připomínají pařížskou Notre-Dame, např. její sanktusník. Scény týkající se začátku požáru byly natočeny v katedrále sv. Štěpána v Sens. Režisér Jean-Jacques Annaud využil rovněž některé archivní záběry z reálného požáru.